# Cristian Bud
Cristian Ionuţ Bud (Baia Mare, 26 giugno 1985) è un calciatore rumeno, attaccante svincolato.

## Carriera

### Club
Dopo aver giocato con varie altre squadre di club, nel 2010 si trasferisce al CFR Cluj.

## Palmarès

### Club

#### Competizioni nazionali
- Liga II: 1

Liberty Salonta: 2005-2006 (Seria III)
- Campionato rumeno: 1

CFR Cluj: 2009-2010
- Coppa di Romania: 2

CFR Cluj: 2009-2010, 2015-2016
- Supercoppa di Romania: 1

CFR Cluj: 2010
- Campionato moldavo: 1

Milsami Orhei: 2014-2015